# Neurhermes differentialis
Neurhermes differentialis är en insektsart som beskrevs av C.-k. Yang och Ding Yang 1986. Neurhermes differentialis ingår i släktet Neurhermes och familjen Corydalidae. Inga underarter finns listade i Catalogue of Life.